# 襄陽市
襄陽市（じょうよう-し）は、中華人民共和国湖北省に位置する地級市。2010年12月、襄樊市から襄陽市に改名された。旧名の襄樊の名は、襄陽・樊城から得ている。漢水（漢江）の重要な内陸河川港。

## 地理
湖北省西北部に位置する。長江の最大の支流、漢水の中流域にあたる。北を河南省南陽市、東を随州市、南を宜昌市・荊門市、西を十堰市・神農架林区と接する。

## 行政区画
3市轄区・3県級市・3県を管轄下に置く。
- 市轄区：
  - 襄城区・樊城区・襄州区
- 県級市：
  - 老河口市・棗陽市・宜城市
- 県：
  - 南漳県・穀城県・保康県

| 襄陽市の地図                                                     |
| ---------------------------------------------------------------- |
| 襄城区 樊城区 襄州区 南漳県 穀城県 保康県 老河口市 棗陽市 宜城市 |

### 年表
この節の出典

#### 襄陽地区
- 1949年10月1日 - 中華人民共和国湖北省襄陽専区が成立。襄陽県・棗陽県・南漳県・光化県・穀城県・自忠県・保康県が発足。(7県)
- 1949年10月 (8県)
  - 棗陽県・自忠県の各一部が孝感専区随県、荊州専区鍾祥県の各一部と合併し、洪山県が発足。
  - 自忠県が宜城県に改称。
- 1951年6月 - 襄陽県の一部が分立し、地級市の襄樊市となる。(8県)
- 1951年8月1日 - 光化県の一部が分立し、老河口市が発足。(1市8県)
- 1952年1月7日 - 鄖陽専区鄖県・均県・房県・竹山県・竹渓県・鄖西県を編入。(1市14県)
- 1952年6月8日 - 孝感専区随県を編入。(1市15県)
- 1952年8月7日 - 襄樊市を編入。(1市15県1鎮)
  - 襄樊市が鎮制施行し、襄樊鎮となる。
- 1952年8月 - 老河口市が光化県に編入。(15県1鎮)
- 1952年11月30日 - 襄陽県の一部が河南省南陽専区唐河県に編入。(15県1鎮)
- 1953年4月25日 - 襄樊鎮が市制施行し、襄樊市となる。(1市15県)
- 1955年2月15日 - 洪山県が棗陽県・宜城県・随県、荊州専区鍾祥県に分割編入。(1市14県)
- 1960年11月17日 - 均県・光化県が合併し、光化県が発足。(1市13県)
- 1962年6月1日 - 光化県の一部が分立し、均県が発足。(1市14県)
- 1965年7月19日 - 鄖県・均県・房県・竹山県・竹渓県・鄖西県が鄖陽専区に編入。(1市8県)
- 1970年 - 襄陽専区が襄陽地区に改称。(1市8県)
- 1970年5月28日 - 保康県の一部が鄖陽地区房県、宜昌地区興山県、恩施地区巴東県の各一部と合併し、省直轄県級行政区の神農架林区となる。(1市8県)
- 1979年6月21日 - 襄樊市が地級市の襄樊市に昇格。(8県)
- 1979年11月16日 (2市8県)
  - 光化県の一部が分立し、老河口市が発足。
  - 随県の一部が分立し、随州市が発足。
- 1983年8月19日 - 随州市・老河口市・襄陽県・棗陽県・宜城県・南漳県・保康県・穀城県・光化県・随県が襄樊市に編入。

#### 襄樊市(第1次)
- 1951年6月 - 襄陽専区襄陽県の一部が分立し、襄樊市が発足。(1市)
- 1952年8月7日 - 襄樊市が襄陽専区に編入。

#### 襄樊市(第2次)
- 1979年6月21日 - 襄陽地区襄樊市が地級市の襄樊市に昇格。(1市)
- 1983年8月19日 (3市6県)
  - 襄陽地区随州市・老河口市・襄陽県・棗陽県・宜城県・南漳県・保康県・穀城県・光化県・随県を編入。
  - 随県が随州市に編入。
  - 光化県が老河口市に編入。
- 1984年4月27日 (4区2市6県)
  - 襄城区・樊東区・樊西区・郊区を設置。
  - 襄陽県の一部が郊区に編入。
- 1988年1月8日 - 棗陽県が市制施行し、棗陽市となる。(4区3市5県)
- 1994年6月10日 - 宜城県が市制施行し、宜城市となる。(4区4市4県)
- 1994年9月29日 - 随州市が省直轄県級行政区となる。(4区3市4県)
- 1995年10月22日 (2区3市4県)
  - 襄城区および郊区の一部が合併し、襄城区が発足。
  - 樊東区・樊西区および郊区の残部が合併し、樊城区が発足。
- 2001年8月31日 (3区3市3県)
  - 襄陽県・樊城区の各一部が合併し、襄陽区が発足。
  - 襄陽県の残部が樊城区・襄城区に分割編入。
- 2010年11月26日 - 襄樊市が襄陽市に改称。

#### 襄陽市
- 2010年11月26日 - 襄樊市が襄陽市に改称。(3区3市3県)
  - 襄陽区が襄州区に改称。

## 交通
空港
- 襄陽劉集空港（中国語版）

鉄道
- 襄陽駅（焦柳線、襄渝線、漢丹線）
- 襄陽南駅

## 観光
- 襄陽城（中国語版）
- 緑影壁（中国語版）
- 古隆中

## 文化

### 言語
言語では、主に西南官話鄂北片の方言が話されているが、1970年前後に呉語や東北官話を話す人が多く移住してきたため、言語島が形成されている。西南官話を話す人の内、回族が1万人以上いる。

### 食文化
食文化では、湖北料理の内の「襄鄖菜」が食べられている。辛い味付けの牛モツを入れた牛雑麺が有名。

### 襄陽を舞台とした作品

#### 小説
- 神鵰剣俠（金庸）

#### 映画
- こんにちは、私のお母さん（2021年）

## 友好都市
- 犬山市（日本、愛知県）